# بیلی استگ
بیلی استگ (انگلیسی: Billy Stagg؛ زادهٔ ۱۷ اکتبر ۱۹۵۷) بازیکن فوتبال اهل بریتانیا است.
از باشگاه‌هایی که در آن بازی کرده‌است می‌توان به باشگاه فوتبال ویلدستون، باشگاه فوتبال نورتوود، باشگاه فوتبال هندون، باشگاه فوتبال تونبریج آنجلز، باشگاه فوتبال برنتفورد، باشگاه فوتبال آیلزبری یونایتد، و باشگاه فوتبال سنت آلبنز سیتی اشاره کرد.